# Thomisus machadoi
Thomisus machadoi är en spindelart som beskrevs av Comellini 1959. Thomisus machadoi ingår i släktet Thomisus och familjen krabbspindlar. Inga underarter finns listade i Catalogue of Life.